# Liste der Kulturdenkmäler in Bremen-Neustadt
In der Liste der Kulturdenkmäler in Bremen-Neustadt sind alle Kulturdenkmäler des Bremer Stadtteils Neustadt aufgelistet.
Grundlage ist die vom Landesamt für Denkmalpflege Bremen (LfD) veröffentlichte Landesdenkmalliste. Die amtlichen Daten wurden direkt aus einem Export der Denkmaldatenbank beim LfD 
mit dem Stand von Mai 2025 übernommen.

## Hinweise
Weitere Erläuterungen zum Aufbau dieser Liste und zu ihrem Inhalt bietet die Seite Inhalte der Tabellen.
Die anklickbare Karte rechts leitet zu den Listen der anderen Stadtteile. Auf der Übersichtsseite befindet sich eine größere Karte.
Wichtig für Autoren:  Links zu Artikeln oder Architekten sowie Bilder oder Koordinaten der Objekte auch/nur in die Ergänzungsliste eintragen, da die Tabelle mittels Datentechnik erstellt wird. Änderungen in der Tabelle von Hand werden sonst beim nächsten Update überschrieben.
|  | Mit dem Bremer Express-Upload können Bilder mit automatischer Zuordnung zu den Objekten auf Commons hochgeladen werden. Bitte dazu auf das Kamera-Symbol in der jeweiligen Tabellenzeile klicken. Eine Kurzinformation bietet diese Projektseite. |

## Denkmalliste Neustadt
| Objekt                                                               | Typ                                   | Baujahr                                          | Architekt/Künstler                                                        | Adresse | Koordinaten Wikidata | Art? | Objekt-Nr.? | Bild |
| -------------------------------------------------------------------- | ------------------------------------- | ------------------------------------------------ | ------------------------------------------------------------------------- | --- | -------------------- | ---- | ----------- | ---- |
| Rolandbrunnen (Kleiner Roland), Kleiner Roland                       | Pumpbrunnen, Denkmal                  | 1713                                             | Frese, Theophilus Wilhelm (?)                                             | Am Neuen Markt | Lage Q19288041       | ED   | 0075        |      |
| Freischule, Landschule                                               | Schule, Volksschule                   | 1860–1861 1868–1869, 1873, 1880, 1890, 1908–1909 | Schröder, Alexander Weber, Hugo                                           | Buntentorsteinweg 245 Hardenbergstraße | Lage Q42293960       | ED   | 0257        |      |
| Wohnhaus Rückertstraße 1                                             | Wohnhaus, Geschäftshaus               | 1905–1907                                        | Rehberg, Georg / Berger, Ernst / Wagner, Hugo / Lüthke, Friedrich         | Rückertstraße 1, 2, 3, 4, 5, 6, 7, 8, 9, 10, 11, 12, 13, 14, 15, 16, 18, 20, 21, 22, 23, 24, 25, 26, 27, 28, 29, 30, 31, 32, 33, 34 Friedrich-Ebert-Straße 11, 13, 15 Osterstraße 47, 48, 49, 50 | Lage Q41426506       | DG   | 0278        |      |
| Wohnhaus Osterstraße 47 Rückertstraße 1                              | Wohnhaus, Geschäftshaus               | 1906–1907                                        | Lüthke, Friedrich                                                         | Osterstraße 47 Rückertstraße 1, 3 | Lage Q42293966       | BT   | 0991        |      |
| Wohnhaus Osterstraße 48 Rückertstraße 2                              | Wohnhaus, Geschäftshaus               | 1906/1907                                        | Lüthke, Friedrich                                                         | Osterstraße 48 Rückertstraße 2 | Lage Q42293971       | BT   | 0992        |      |
| Wohnhaus Osterstraße 49                                              | Wohnhaus, Geschäftshaus               | 1906–1907                                        | Lüthke, Friedrich                                                         | Osterstraße 49 | Lage Q42293978       | BT   | 0993        |      |
| Wohnhaus Osterstraße 50 Friedrich-Ebert-Straße 11                    | Wohnhaus, Geschäftshaus               | 1906–1907                                        | Lüthke, Friedrich                                                         | Osterstraße 50 Friedrich-Ebert-Straße 11, 13, 15 | Lage Q42293982       | BT   | 0994        |      |
| Wohnhaus Rückertstraße 5                                             | Wohnhaus                              | 1906–1907                                        | Lüthke, Friedrich                                                         | Rückertstraße 5, 7 | Lage Q42293993       | BT   | 1052        |      |
| Wohnhaus Rückertstraße 9                                             | Wohnhaus                              | 1906–1907                                        | Lüthke, Friedrich                                                         | Rückertstraße 9, 11 | Lage Q42294002       | BT   | 1053        |      |
| Wohnhaus Rückertstraße 8                                             | Wohnhaus                              | nach 1945                                        |                                                                           | Rückertstraße 8, 10, 12, 14 | Lage Q42294007       | BT   | 1054        |      |
| Wohnhaus Rückertstraße 13                                            | Wohnhaus                              | 1906/1907                                        | Lüthke, Friedrich                                                         | Rückertstraße 13, 15 | Lage Q42294013       | BT   | 1055        |      |
| Wohnhaus Rückertstraße 16                                            | Wohnhaus                              | 1906–1907                                        | Lüthke, Friedrich                                                         | Rückertstraße 16 | Lage Q42294019       | BT   | 1056        |      |
| Wohnhaus Rückertstraße 18                                            | Wohnhaus                              | 1906–1907                                        | Lüthke, Friedrich                                                         | Rückertstraße 18 | Lage Q42294142       | BT   | 1057        |      |
| Wohnhaus Rückertstraße 20                                            | Wohnhaus, Geschäftshaus               | 1906–1907                                        | Lüthke, Friedrich                                                         | Rückertstraße 20 | Lage Q42294149       | BT   | 1058        |      |
| Wohnhaus Rückertstraße 21 Kleine Annenstraße 17                      | Wohnhaus, Geschäftshaus               | 1906–1907                                        | Lüthke, Friedrich                                                         | Rückertstraße 21 Kleine Annenstraße 17 | Lage Q42294153       | BT   | 1059        |      |
| Wohnhaus Rückertstraße 22                                            | Wohnhaus, Geschäftshaus               | 1906–1907                                        | Lüthke, Friedrich                                                         | Rückertstraße 22 | Lage Q42294156       | BT   | 1060        |      |
| Wohnhaus Rückertstraße 23                                            | Wohnhaus                              | 1906–1907                                        | Lüthke, Friedrich                                                         | Rückertstraße 23 | Lage Q42294162       | BT   | 1061        |      |
| Wohnhaus Rückertstraße 24                                            | Wohnhaus                              | 1906–1907                                        | Lüthke, Friedrich                                                         | Rückertstraße 24 | Lage Q42294164       | BT   | 1062        |      |
| Wohnhaus Rückertstraße 25                                            | Wohnhaus                              | 1906–1907                                        | Lüthke, Friedrich                                                         | Rückertstraße 25 | Lage Q42294169       | BT   | 1063        |      |
| Wohnhaus Rückertstraße 26                                            | Wohnhaus                              | 1906–1907                                        | Lüthke, Friedrich                                                         | Rückertstraße 26 | Lage Q42294175       | BT   | 1064        |      |
| Wohnhaus Rückertstraße 27                                            | Wohnhaus                              | 1906–1907                                        | Lüthke, Friedrich                                                         | Rückertstraße 27 | Lage Q42294181       | BT   | 1065        |      |
| Wohnhaus Rückertstraße 28                                            | Wohnhaus                              | 1906–1907                                        | Lüthke, Friedrich                                                         | Rückertstraße 28 | Lage Q42294190       | BT   | 1066        |      |
| Wohnhaus Rückertstraße 29                                            | Wohnhaus                              | 1906–1907                                        | Lüthke, Friedrich                                                         | Rückertstraße 29 | Lage Q42294195       | BT   | 1067        |      |
| Wohnhaus Rückertstraße 30                                            | Wohnhaus                              | 1906–1907                                        | Lüthke, Friedrich                                                         | Rückertstraße 30 | Lage Q42294202       | BT   | 1068        |      |
| Wohnhaus Rückertstraße 31                                            | Wohnhaus                              | 1906–1907                                        | Lüthke, Friedrich                                                         | Rückertstraße 31 | Lage Q42294209       | BT   | 1069        |      |
| Wohnhaus Rückertstraße 32                                            | Wohnhaus                              | 1906–1907                                        | Lüthke, Friedrich                                                         | Rückertstraße 32 | Lage Q42294215       | BT   | 1070        |      |
| Wohnhaus Rückertstraße 33 Große Johannisstraße 61                    | Wohnhaus, Geschäftshaus               | 1906–1907                                        | Lüthke, Friedrich                                                         | Rückertstraße 33 Große Johannisstraße 61 | Lage Q42294223       | BT   | 1071        |      |
| Wohnhaus Rückertstraße 34 Große Johannisstraße 59                    | Wohnhaus, Geschäftshaus               | 1906–1907                                        | Lüthke, Friedrich                                                         | Rückertstraße 34 Große Johannisstraße 59 | Lage Q42294229       | BT   | 1072        |      |
| Volksschule Delmestraße                                              | Schule                                | 1929–1931                                        | Hochbauamt                                                                | Delmestraße 145, 153 | Lage Q2250954        | ED   | 0312        |      |
| Wasser- und Schifffahrtsamt Bremen, Kataster- und Vermessungsamt     | Verwaltungsgebäude                    | 1953–1956                                        | Kraemer, Friedrich Wilhelm / Sieverts, Ernst                              | Franziuseck 5, 7, 9 Wilhelm-Kaisen-Brücke 2, 4 | Lage Q41427470       | DG   | 0415        |      |
| Wasser- und Schifffahrtsamt                                          | Verwaltungsgebäude                    | 1953–1956                                        | Kraemer, Friedrich Wilhelm / Sieverts, Ernst Welp, August                 | Franziuseck 5, 7, 9 Wilhelm-Kaisen-Brücke 2 | Lage Q1653407        | ED   | 0063        |      |
| Katasteramt Bremen                                                   | Verwaltungsgebäude                    | 1953–1956                                        | Kraemer, Friedrich Wilhelm / Sieverts, Ernst Lichtenford, Alfred          | Wilhelm-Kaisen-Brücke 4 | Lage Q42294237       | ED   | 0172        |      |
| Ev. St. Jakobi-Kirche                                                | Kirche, Kirche ev., Pastorenhaus      | 1875–1876                                        | Rippe, Johannes                                                           | Kornstraße 150 Kirchweg 57 | Lage Q41435723       | DG   | 0675        |      |
| Ev. St. Jakobi-Kirche                                                | Kirche, Kirche ev.                    | 1875–1876                                        | Rippe, Johannes                                                           | Kornstraße 150 Kirchweg | Lage Q14540448       | ED   | 1215        |      |
| Ev. St. Jakobi-Kirche, Pastorenhaus                                  | Pastorenhaus                          | 1875–1876                                        | Rippe, Johannes                                                           | Kirchweg 57 | Lage Q42294244       | BT   | 1216        |      |
| Gemeindehaus Kirchweg 55                                             | Gemeindehaus                          | 1892–1893                                        | Böttcher, Emil                                                            | Kirchweg 55 | Lage Q107185198      | BT   | 4398        |      |
| Silberwarenfabrik Koch und Bergfeld                                  | Fabrik                                | ab 1874 1882, 1892, 1895                         | Bredehorst, Henrich Dunkel, Fritz                                         | Kirchweg 190, 192, 194, 196, 198, 200 | Lage Q1778060        | ED   | 0676        |      |
| Wohnhaus Lahnstraße 27                                               | Wohnhaus, Geschäftshaus               | um 1905                                          |                                                                           | Lahnstraße 27, 29, 31, 33 Delmestraße 21 Donaustraße 4 | Lage Q41435499       | DG   | 0717        |      |
| Mietshaus Lahnstraße 27 Donaustraße 4                                | Mietshaus, Geschäftshaus              | um 1905                                          |                                                                           | Lahnstraße 27 Donaustraße 4 | Lage Q42294256       | BT   | 0824        |      |
| Mietshaus Lahnstraße 29                                              | Mietshaus                             | um 1905                                          |                                                                           | Lahnstraße 29 | Lage Q42294266       | BT   | 0825        |      |
| Mietshaus Lahnstraße 31                                              | Mietshaus, Geschäftshaus              | um 1905                                          |                                                                           | Lahnstraße 31 | Lage Q42294271       | BT   | 0826        |      |
| Mietshaus Lahnstraße 33 Delmestraße 21                               | Mietshaus, Geschäftshaus              | um 1905                                          |                                                                           | Lahnstraße 33 Delmestraße 21 | Lage Q42294278       | BT   | 0827        |      |
| Zentaurenbrunnen                                                     | Brunnen, Denkmal                      | 1890                                             | Sommer, August Gildemeister, Eduard Dortmunder Mosaik Rudolf Leistner     | Leibnizplatz | Lage Q18747025       | ED   | 0937        |      |
| Haus Soltmann                                                        | Wohnhaus, Geschäftshaus               | 1906–1907 um 1955                                | Bollmann, Diedrich Gimpel, Werner                                         | Osterstraße 36 | Lage Q42294287       | ED   | 0990        |      |
| Gymnasium Leibnizplatz, Realschule                                   | Schule, Oberschule                    | 1907–1909 1958–1959                              | Fritsche, Max Knop, Wilhelm                                               | Schulstraße 21, 22 Neustadtswall, Leibnizplatz | Lage Q1647655        | ED   | 1116        |      |
| Seefahrtschule, Hochschule für Nautik                                | Schule, Wohnhaus, Turnhalle, Wohnheim | 1955–1958                                        | Wessel, Bernhard Rohde, Werner                                            | Werderstraße 73 Fuldastraße 16 | Lage Q41347784       | GA   | 1220,T      |      |
| Neptun                                                               | Skulptur, Plastik                     | 1958                                             | Halbhuber, Paul                                                           | | Lage Q42294298       |      | 1220,T001   |      |
| Hochschule für Nautik, Lehrgebäude                                   | Hochschule                            | 1955–1958                                        | Wessel, Bernhard                                                          | Werderstraße 73 Fuldastraße 16 | Lage Q17577292       | ED   | 1450        |      |
| Hochschule für Nautik, Hausmeisterwohnung                            | Wohnhaus                              | 1955–1958                                        | Wessel, Bernhard                                                          | Werderstraße 73 Fuldastraße 16 | Lage? Q42294308      | BT   | 1447        |      |
| Hochschule für Nautik, Turnhalle                                     | Turnhalle                             | 1955–1958                                        | Wessel, Bernhard                                                          | Werderstraße 73 Fuldastraße 16 | Lage Q42294322       | BT   | 1448        |      |
| Hochschule für Nautik, Schülerwohnheim                               | Wohnheim                              | 1955–1958                                        | Wessel, Bernhard                                                          | Werderstraße 73 Fuldastraße 16 | Lage Q42294332       | BT   | 1449        |      |
| Wasserturm auf dem Werder                                            | Wasserturm                            | 1871–1873 1962                                   | Berg, Friedrich Rudolph Theodor Poppe, Johann Georg                       | Werderstraße 101 | Lage Q1727965        | ED   | 1221        |      |
| Ev. Zionskirche                                                      | Kirche, Kirche ev., Gemeindezentrum   | 1955–1957                                        | Schröck, Carsten                                                          | Kornstraße 31 Kantstraße | Lage Q41435633       | GA   | 1780        |      |
| Ev. Zionskirche, Kirche und Gemeindezentrum                          | Kirche, Kirche ev., Gemeindezentrum   | 1955–1957                                        | Schröck, Carsten                                                          | Kornstraße 31 Kantstraße | Lage Q1252533        | ED   | 1781        |      |
| Ev. Zionskirche, Jugendheim                                          | Kirche, Kirche ev., Gemeindezentrum   | 1955–1957                                        | Schröck, Carsten                                                          | Kornstraße 31 Kantstraße | Lage Q42294340       | ED   | 1782        |      |
| Schule an der Kornstraße                                             | Schule                                | 1914–1916                                        | Knop, Wilhelm Fritsche, Max                                               | Kornstraße 167, 169 Claudiusstraße 2, 4, 6, 6a Hagedornstraße | Lage Q1431532        | ED   | 1834        |      |
| Kaserne IV des Infanterieregiments „Bremen“                          | Kaserne                               | um 1890                                          |                                                                           | Neustadtscontrescarpe 49, 51 Schulstraße 11 | Lage Q1734915        | GA   | 1835        |      |
| Kaserne IV des Infanterieregiments „Bremen“                          | Kaserne                               | um 1890                                          |                                                                           | Neustadtscontrescarpe 49, 51 Schulstraße 11 | Lage Q96379797       | ED   | 5403        |      |
| Wohnanlagen der Bauhütte „Hansa“                                     | Wohnanlage                            | 1929–1932                                        | Berner, Willy Bohne, Erich                                                | Friedrich-Ebert-Straße 154, 155, 156, 157, 158, 159, 160, 161, 162, 163, 164, 165, 166, 167, 168, 169, 170, 171, 172, 173, 179, 180, 181, 182, 183, 184, 185, 186, 187, 188, 189, 190, 191, 192, 193, 194, 195, 196, 197, 198, 199, 200, 201, 202, 203, 204, 205, 206, 207, 208, 209, 210, 211, 212, 213 Bodenheimer Straße 94 Neuenlanderstraße 42, 44, 46, 48, 50, 52, 54 Schleiermacherstraße 1, 2 | Lage Q96335285       | GA   | 1917        |      |
| Wohnhaus Gastfeldstraße 67                                           | Wohnhaus, Geschäftshaus               | 1906–1907                                        | Biermann, Johann Diedrich                                                 | Gastfeldstraße 67 | Lage Q27973014       | ED   | 1985        |      |
| Weserburg - Museum für moderne Kunst                                 | Speicher, Museum                      | vor 1880 1898, 1949–1950, 1990–1991              | Rippe, Johannes Schott, Erik Dahms, Wolfram                               | Teerhof 20, 20A, 21, 21A | Lage Q107605280      | ED   | 1991        |      |
| Zigarrenfabrik Biermann und Schörling                                | Geschäftshaus, Kontorhaus             | 1873                                             |                                                                           | Buntentorsteinweg 29 Geschwornenweg | Lage Q107605255      | ED   | 1992        |      |
| Wohn- und Geschäftshaus Neuenlander Straße 16 Langemarckstraße 308   | Wohn- und Geschäftshaus               | 1929–1930                                        | Albrecht, Adrian                                                          | Neuenlander Straße 16 Langemarckstraße 308, 310 | Lage Q59261135       | ED   | 2631        |      |
| Brauerei Beck und Co., Inbev                                         | Verwaltungsgebäude                    | 1973–1975                                        | Brune, Ewald                                                              | Am Deich 18, 19 | Lage Q71031557       | ED   | 3426        |      |
| Volksschule an der kleinen Allee, Schule an der Langemarckstraße     | Schule                                | 1892–1894                                        | Flügel, Heinrich                                                          | Langemarckstraße 113 Neustadtswall | Lage Q42294348       | ED   | 3427        |      |
| Hilfsschule I                                                        | Schule                                | 1913                                             | Knop, Wilhelm Oehring, Karl August                                        | Mainstraße 18 | Lage Q42294353       | ED   | 3428        |      |
| Wohnhausgruppe Ingelheimer Straße                                    | Wohnhäuser                            | 1925–1928                                        | Jänicke, Wilhelm                                                          | Ingelheimer Straße 3, 4, 5, 6, 7, 8, 9, 10, 11, 12, 13, 14, 15, 16, 17, 18, 19, 20, 21, 22, 23, 24, 25, 26, 27, 28, 29, 30, 31, 32, 33, 34, 35, 36, 37, 38, 39, 40, 41, 42, 43, 44, 45, 46, 47, 48, 49, 50, 51, 52, 53, 54, 55, 56, 57, 58, 59, 60, 61, 62, 63, 64, 65, 66, 67, 68, 69 Helene-Kaisen-Weg                                                                                              | Lage Q134885619      | DG   | 3459        |      |
| Wohnanlage Ingelheimer Straße                                        | Wohnhaus                              | 1925–1928                                        | Jänicke, Wilhelm                                                          | Ingelheimer Straße 3 | Q134888912           | BT   | 7601        |      |
| Wohnanlage Ingelheimer Straße                                        | Wohnhaus                              | 1925–1928                                        | Jänicke, Wilhelm                                                          | Ingelheimer Straße 4 | Q134888940           | BT   | 7602        |      |
| Wohnanlage Ingelheimer Straße                                        | Wohnhaus                              | 1925–1928                                        | Jänicke, Wilhelm                                                          | Ingelheimer Straße 5 | Q134888943           | BT   | 7603        |      |
| Wohnanlage Ingelheimer Straße                                        | Wohnhaus                              | 1925–1928                                        | Jänicke, Wilhelm                                                          | Ingelheimer Straße 6 | Q134888948           | BT   | 7604        |      |
| Wohnanlage Ingelheimer Straße                                        | Wohnhaus                              | 1925–1928                                        | Jänicke, Wilhelm                                                          | Ingelheimer Straße 7 | Q134889164           | BT   | 7605        |      |
| Wohnanlage Ingelheimer Straße                                        | Wohnhaus                              | 1925–1928                                        | Jänicke, Wilhelm                                                          | Ingelheimer Straße 8 | Q134889165           | BT   | 7606        |      |
| Wohnanlage Ingelheimer Straße                                        | Wohnhaus                              | 1925–1928                                        | Jänicke, Wilhelm                                                          | Ingelheimer Straße 9 | Q134889171           | BT   | 7607        |      |
| Wohnanlage Ingelheimer Straße                                        | Wohnhaus                              | 1925–1928                                        | Jänicke, Wilhelm                                                          | Ingelheimer Straße 10 | Q134889175           | BT   | 7608        |      |
| Wohnanlage Ingelheimer Straße                                        | Wohnhaus                              | 1925–1928                                        | Jänicke, Wilhelm                                                          | Ingelheimer Straße 11 | Q134889185           | BT   | 7609        |      |
| Wohnanlage Ingelheimer Straße                                        | Wohnhaus                              | 1925–1928                                        | Jänicke, Wilhelm                                                          | Ingelheimer Straße 12 | Q134889208           | BT   | 7610        |      |
| Wohnanlage Ingelheimer Straße                                        | Wohnhaus                              | 1925–1928                                        | Jänicke, Wilhelm                                                          | Ingelheimer Straße 13 | Q134889213           | BT   | 7611        |      |
| Wohnanlage Ingelheimer Straße                                        | Wohnhaus                              | 1925–1928                                        | Jänicke, Wilhelm                                                          | Ingelheimer Straße 14 | Q134889216           | BT   | 7612        |      |
| Wohnanlage Ingelheimer Straße                                        | Wohnhaus                              | 1925–1928                                        | Jänicke, Wilhelm                                                          | Ingelheimer Straße 15 | Q134889218           | BT   | 7613        |      |
| Wohnanlage Ingelheimer Straße                                        | Wohnhaus                              | 1925–1928                                        | Jänicke, Wilhelm                                                          | Ingelheimer Straße 16 | Q134889221           | BT   | 7614        |      |
| Wohnanlage Ingelheimer Straße                                        | Wohnhaus                              | 1925–1928                                        | Jänicke, Wilhelm                                                          | Ingelheimer Straße 17 | Q134889222           | BT   | 7615        |      |
| Wohnanlage Ingelheimer Straße                                        | Wohnhaus                              | 1925–1928                                        | Jänicke, Wilhelm                                                          | Ingelheimer Straße 18 | Q134889223           | BT   | 7616        |      |
| Wohnanlage Ingelheimer Straße                                        | Wohnhaus                              | 1925–1928                                        | Jänicke, Wilhelm                                                          | Ingelheimer Straße 19 | Q134889226           | BT   | 7617        |      |
| Wohnanlage Ingelheimer Straße                                        | Wohnhaus                              | 1925–1928                                        | Jänicke, Wilhelm                                                          | Ingelheimer Straße 20 | Q134889227           | BT   | 7618        |      |
| Wohnanlage Ingelheimer Straße                                        | Wohnhaus                              | 1925–1928                                        | Jänicke, Wilhelm                                                          | Ingelheimer Straße 21 | Q134889229           | BT   | 7619        |      |
| Wohnanlage Ingelheimer Straße                                        | Wohnhaus                              | 1925–1928                                        | Jänicke, Wilhelm                                                          | Ingelheimer Straße 22 | Q134889231           | BT   | 7620        |      |
| Wohnanlage Ingelheimer Straße                                        | Wohnhaus                              | 1925–1928                                        | Jänicke, Wilhelm                                                          | Ingelheimer Straße 23 | Q134889235           | BT   | 7621        |      |
| Wohnanlage Ingelheimer Straße                                        | Wohnhaus                              | 1925–1928                                        | Jänicke, Wilhelm                                                          | Ingelheimer Straße 24 | Q134892471           | BT   | 7622        |      |
| Wohnanlage Ingelheimer Straße                                        | Wohnhaus                              | 1925–1928                                        | Jänicke, Wilhelm                                                          | Ingelheimer Straße 25 | Q134892512           | BT   | 7623        |      |
| Wohnanlage Ingelheimer Straße                                        | Wohnhaus                              | 1925–1928                                        | Jänicke, Wilhelm                                                          | Ingelheimer Straße 26 | Q134892513           | BT   | 7624        |      |
| Wohnanlage Ingelheimer Straße                                        | Wohnhaus                              | 1925–1928                                        | Jänicke, Wilhelm                                                          | Ingelheimer Straße 27 | Q134892843           | BT   | 7625        |      |
| Wohnanlage Ingelheimer Straße                                        | Wohnhaus                              | 1925–1928                                        | Jänicke, Wilhelm                                                          | Ingelheimer Straße 28 | Q134892846           | BT   | 7626        |      |
| Wohnanlage Ingelheimer Straße                                        | Wohnhaus                              | 1925–1928                                        | Jänicke, Wilhelm                                                          | Ingelheimer Straße 29 | Q134892848           | BT   | 7627        |      |
| Wohnanlage Ingelheimer Straße                                        | Wohnhaus                              | 1925–1928                                        | Jänicke, Wilhelm                                                          | Ingelheimer Straße 30 | Q134892850           | BT   | 7628        |      |
| Wohnanlage Ingelheimer Straße                                        | Wohnhaus                              | 1925–1928                                        | Jänicke, Wilhelm                                                          | Ingelheimer Straße 31 | Q134892852           | BT   | 7629        |      |
| Wohnanlage Ingelheimer Straße                                        | Wohnhaus                              | 1925–1928                                        | Jänicke, Wilhelm                                                          | Ingelheimer Straße 32 | Q134892865           | BT   | 7630        |      |
| Wohnanlage Ingelheimer Straße                                        | Wohnhaus                              | 1925–1928                                        | Jänicke, Wilhelm                                                          | Ingelheimer Straße 33 | Q134929109           | BT   | 7631        |      |
| Wohnanlage Ingelheimer Straße                                        | Wohnhaus                              | 1925–1928                                        | Jänicke, Wilhelm                                                          | Ingelheimer Straße 34 | Q134929130           | BT   | 7632        |      |
| Wohnanlage Ingelheimer Straße                                        | Wohnhaus                              | 1925–1928                                        | Jänicke, Wilhelm                                                          | Ingelheimer Straße 35 | Q134929145           | BT   | 7633        |      |
| Wohnanlage Ingelheimer Straße                                        | Wohnhaus                              | 1925–1928                                        | Jänicke, Wilhelm                                                          | Ingelheimer Straße 36 | Q134930270           | BT   | 7634        |      |
| Wohnanlage Ingelheimer Straße                                        | Wohnhaus                              | 1925–1928                                        | Jänicke, Wilhelm                                                          | Ingelheimer Straße 37 Helene-Kaisen-Weg | Q134930273           | BT   | 7635        |      |
| Wohnanlage Ingelheimer Straße                                        | Wohnhaus                              | 1925–1928                                        | Jänicke, Wilhelm                                                          | Ingelheimer Straße 38 Helene-Kaisen-Weg | Q134930307           | BT   | 7636        |      |
| Wohnanlage Ingelheimer Straße                                        | Wohnhaus                              | 1925–1928                                        | Jänicke, Wilhelm                                                          | Ingelheimer Straße 39 Helene-Kaisen-Weg | Q134931220           | BT   | 7637        |      |
| Wohnanlage Ingelheimer Straße                                        | Wohnhaus                              | 1925–1928                                        | Jänicke, Wilhelm                                                          | Ingelheimer Straße 40 Helene-Kaisen-Weg | Q134931226           | BT   | 7638        |      |
| Wohnanlage Ingelheimer Straße                                        | Wohnhaus                              | 1925–1928                                        | Jänicke, Wilhelm                                                          | Ingelheimer Straße 41 | Q134931228           | BT   | 7639        |      |
| Wohnanlage Ingelheimer Straße                                        | Wohnhaus                              | 1925–1928                                        | Jänicke, Wilhelm                                                          | Ingelheimer Straße 42 | Q134931230           | BT   | 7640        |      |
| Wohnanlage Ingelheimer Straße                                        | Wohnhaus                              | 1925–1928                                        | Jänicke, Wilhelm                                                          | Ingelheimer Straße 43 | Q134931231           | BT   | 7641        |      |
| Wohnanlage Ingelheimer Straße                                        | Wohnhaus                              | 1925–1928                                        | Jänicke, Wilhelm                                                          | Ingelheimer Straße 44 | Q134931234           | BT   | 7642        |      |
| Wohnanlage Ingelheimer Straße                                        | Wohnhaus                              | 1925–1928                                        | Jänicke, Wilhelm                                                          | Ingelheimer Straße 45 | Q134931240           | BT   | 7643        |      |
| Wohnanlage Ingelheimer Straße                                        | Wohnhaus                              | 1925–1928                                        | Jänicke, Wilhelm                                                          | Ingelheimer Straße 46 | Q134931242           | BT   | 7644        |      |
| Wohnanlage Ingelheimer Straße                                        | Wohnhaus                              | 1925–1928                                        | Jänicke, Wilhelm                                                          | Ingelheimer Straße 47 | Q134931245           | BT   | 7645        |      |
| Wohnanlage Ingelheimer Straße                                        | Wohnhaus                              | 1925–1928                                        | Jänicke, Wilhelm                                                          | Ingelheimer Straße 48 | Q134931266           | BT   | 7646        |      |
| Wohnanlage Ingelheimer Straße                                        | Wohnhaus                              | 1925–1928                                        | Jänicke, Wilhelm                                                          | Ingelheimer Straße 49 | Q134931268           | BT   | 7647        |      |
| Wohnanlage Ingelheimer Straße                                        | Wohnhaus                              | 1925–1928                                        | Jänicke, Wilhelm                                                          | Ingelheimer Straße 50 | Q134931270           | BT   | 7648        |      |
| Wohnanlage Ingelheimer Straße                                        | Wohnhaus                              | 1925–1928                                        | Jänicke, Wilhelm                                                          | Ingelheimer Straße 51 | Q134931877           | BT   | 7649        |      |
| Wohnanlage Ingelheimer Straße                                        | Wohnhaus                              | 1925–1928                                        | Jänicke, Wilhelm                                                          | Ingelheimer Straße 52 | Q134931879           | BT   | 7650        |      |
| Wohnanlage Ingelheimer Straße                                        | Wohnhaus                              | 1925–1928                                        | Jänicke, Wilhelm                                                          | Ingelheimer Straße 53 | Q134931882           | BT   | 7651        |      |
| Wohnanlage Ingelheimer Straße                                        | Wohnhaus                              | 1925–1928                                        | Jänicke, Wilhelm                                                          | Ingelheimer Straße 54 | Q134931885           | BT   | 7652        |      |
| Wohnanlage Ingelheimer Straße                                        | Wohnhaus                              | 1925–1928                                        | Jänicke, Wilhelm                                                          | Ingelheimer Straße 55 | Q134953966           | BT   | 7653        |      |
| Wohnanlage Ingelheimer Straße                                        | Wohnhaus                              | 1925–1928                                        | Jänicke, Wilhelm                                                          | Ingelheimer Straße 56 | Q134953978           | BT   | 7654        |      |
| Wohnanlage Ingelheimer Straße                                        | Wohnhaus                              | 1925–1928                                        | Jänicke, Wilhelm                                                          | Ingelheimer Straße 57 | Q134953981           | BT   | 7655        |      |
| Wohnanlage Ingelheimer Straße                                        | Wohnhaus                              | 1925–1928                                        | Jänicke, Wilhelm                                                          | Ingelheimer Straße 58 | Q134953986           | BT   | 7656        |      |
| Wohnanlage Ingelheimer Straße                                        | Wohnhaus                              | 1925–1928                                        | Jänicke, Wilhelm                                                          | Ingelheimer Straße 59 | Q134953988           | BT   | 7657        |      |
| Wohnanlage Ingelheimer Straße                                        | Wohnhaus                              | 1925–1928                                        | Jänicke, Wilhelm                                                          | Ingelheimer Straße 60 | Q134953991           | BT   | 7658        |      |
| Wohnanlage Ingelheimer Straße                                        | Wohnhaus                              | 1925–1928                                        | Jänicke, Wilhelm                                                          | Ingelheimer Straße 61 | Q134953994           | BT   | 7659        |      |
| Wohnanlage Ingelheimer Straße                                        | Wohnhaus                              | 1925–1928                                        | Jänicke, Wilhelm                                                          | Ingelheimer Straße 62 | Q134953997           | BT   | 7660        |      |
| Wohnanlage Ingelheimer Straße                                        | Wohnhaus                              | 1925–1928                                        | Jänicke, Wilhelm                                                          | Ingelheimer Straße 63 | Q134953999           | BT   | 7661        |      |
| Wohnanlage Ingelheimer Straße                                        | Wohnhaus                              | 1925–1928                                        | Jänicke, Wilhelm                                                          | Ingelheimer Straße 64 | Q134954004           | BT   | 7662        |      |
| Wohnanlage Ingelheimer Straße                                        | Wohnhaus                              | 1925–1928                                        | Jänicke, Wilhelm                                                          | Ingelheimer Straße 65 | Q134954007           | BT   | 7663        |      |
| Wohnanlage Ingelheimer Straße                                        | Wohnhaus                              | 1925–1928                                        | Jänicke, Wilhelm                                                          | Ingelheimer Straße 66 | Q134954010           | BT   | 7664        |      |
| Wohnanlage Ingelheimer Straße                                        | Wohnhaus                              | 1925–1928                                        | Jänicke, Wilhelm                                                          | Ingelheimer Straße 67 | Q134954011           | BT   | 7665        |      |
| Wohnanlage Ingelheimer Straße                                        | Wohnhaus                              | 1925–1928                                        | Jänicke, Wilhelm                                                          | Ingelheimer Straße 68 | Q134954013           | BT   | 7666        |      |
| Wohnanlage Ingelheimer Straße                                        | Wohnhaus                              | 1925–1928                                        | Jänicke, Wilhelm                                                          | Ingelheimer Straße 69 | Q134954014           | BT   | 7667        |      |
| Mietshaus Gastfeldstraße 15                                          | Mietshaus, Wohn- und Geschäftshaus    | 1925–1926                                        |                                                                           | Gastfeldstraße 15, 17, 19 Friedrich-Ebert-Straße 152 Hegelstraße | Lage Q96655511       | DG   | 3633        |      |
| Wohn- und Geschäftshaus Friedrich-Ebert-Straße 152 Gastfeldstraße 15 | Wohn- und Geschäftshaus               | 1925–1926                                        |                                                                           | Friedrich-Ebert-Straße 152 Gastfeldstraße 15 | Lage Q96655526       | BT   | 3866        |      |
| Mietshaus Gastfeldstraße 17                                          | Mietshaus                             | 1925–1926                                        |                                                                           | Gastfeldstraße 17, 19 Hegelstraße | Lage Q96655541       | BT   | 3867        |      |
| Lloyd-Motoren-Werke, Halle 4                                         | Fabrik                                | 1953–1954                                        | Lodders, Rudolf Bay, Hermann                                              | Richard-Dunkel-Straße 122, 124 | Lage Q42294362       | ED   | 3900        |      |
| Ev. Kirche und Gemeindezentrum St. Pauli                             | Kirche und Gemeindezentrum            | 1953–1955 1965–1967                              | Noltenius, Jan Kröning, Albrecht                                          | Große Krankenstraße 11 Große Johannisstraße 95 Kleine Annenstraße 1, 3 | Lage Q115610257      | DG   | 4100        |      |
| Gemeindehaus St. Pauli                                               | Gemeindehaus                          | 1955                                             | Noltenius, Jan                                                            | Große Krankenstraße 11 Große Johannisstraße 95 | Lage Q115610299      | ED   | 5435        |      |
| Ev. St. Pauli-Kirche                                                 | Kirche ev.                            | 1967                                             | Noltenius, Jan Kröning, Albrecht Wadephul, Walter                         | Große Krankenstraße 11 | Lage Q115610339      | ED   | 5438        |      |
| Pfarrhaus St. Pauli                                                  | Pfarrhaus                             | 1953–1954                                        | Noltenius, Jan                                                            | Kleine Annenstraße 1, 3 | Lage Q115610351      | BT   | 5437        |      |
| Volksschule an der Oderstraße, Grundschule Hohentor                  | Schule                                | 1908–1909                                        | Knop, Wilhelm Fritsche, Max                                               | Oderstraße 73, 75 Erlenstraße .. Elbstraße | Lage Q126911603      | ED   | 4129        |      |
| Friedhof Huckelriede                                                 | Friedhof, Sakralbau, Krematorium      | 1948–1956, 1966–1968                             | Ahlers, Erich Müller-Menckens, Gerhard Schreiter, Gerhard Halbhuber, Paul | Habenhauser Landstraße 70 | Lage Q84946838       | ED   | 4348        |      |
| Buntentorsfriedhof                                                   | Friedhof, Grabmal                     | 1822 1949–1952                                   |                                                                           | Buntentorsteinweg 65 Kornstraße | Lage Q41435960       | GA   | 5154        |      |
| Chocoladen-Fabrik Hachez und Co                                      | Fabrikanlage                          | 1895, 1911                                       | Blanke, Wilhelm Timmerberg, Heinrich                                      | Westerstraße 32 Große Annenstraße 14 | Lage Q109806117      | DG   | 5340        |      |
| Chocoladen-Fabrik Hachez, Kontorgebäude                              | Fabrikanlage                          | 1895                                             | Blanke, Wilhelm                                                           | Westerstraße 32 | Lage Q109806265      | BT   | 5431        |      |
| Chocoladen-Fabrik Hachez, Altes Produktionsgebäude                   | Fabrikanlage                          | 1895                                             | Blanke, Wilhelm                                                           | Westerstraße 32 | Lage Q109806303      | BT   | 5432        |      |
| Chocoladen-Fabrik Hachez, Neues Produktionsgebäude                   | Fabrikanlage                          | 1911                                             | Timmerberg, Heinrich                                                      | Große Annenstraße 14 | Lage Q109806358      | BT   | 5433        |      |
| Buntentorsdeichschart                                                | Deichschart                           | 1882                                             | Heineken, Hermann Friedrich                                               | Buntentorsteinweg | Lage Q123138095      | ED   | 7671        |      |

Anzahl der Objekte in Neustadt (Bremen): 150, davon mit Bild: 52 (35 %).